# Пушич, Марино
Мари́но Пу́шич (босн. Marino Pušić; род. 18 августа 1971, Мостар) — боснийский и хорватский футболист, полузащитник и футбольный тренер. С 2023 по 2025 год являлся главным тренером донецкого «Шахтёра».

## Клубная карьера
Пушич является воспитанником клуба «Вележ» из родного города, из которого присоединился к нидерландскому «Де Графсхап» в 1989 году. Там он дебютировал на взрослом уровне 3 сентября 1989 года, выйдя на замену на последние пятнадцать минут в матче первого раунда Кубка Нидерландов на выезде против «Маркена» (0:3). В середине 1990 года Пушич перешёл в другую местную команду «Гоу Эхед Иглз», но и здесь пробиться в основную команду не сумел.
В следующем году Марино стал игроком «Црвены звезды», где он не был включен в первую команду, выигравшую Кубок европейских чемпионов в сезоне 1990/91, поэтому ни в одной игре на поле не выходил.
В сезоне 1991/92 он играл за свой родной клуб «Вележ», после чего снова перебрался в «Де Графсхапа» в связи с началом войны в Югославии. Там он провёл один сезон в резервной команде, а с 1993 года начал играть за любительский клуб «Реден» в Фирдедивизе Нидерландов.
Летом 1994 балканец оказался на просмотре в немецком «Кёльне». Хотя в клубе было слишком много иностранных игроков для заявки, в октябре 1994 Пушич подписал трёхлетний контракт с клубом. В результате полузащитник был вынужден играть только в резервной команде, а затем играл за «Эйпен» в третьем дивизионе Бельгии в сезоне 1995/96.
После этого он играл за «Бабберих» в голландской Фирдедивизе до середины 2000 года. С «Бабберихом» он выиграл Кубок Нидерландов среди любителей в 1997 году. В финале на «Де Кейпе» в Роттердаме Пушич забил оба гола в игре против клуба СХО (2:0). Он пропустил последние игры в 2000 году, когда клуб вылетел, поскольку уже заявил, что уходит из команды. Ещё до того, в начале 1999 года он отказался от перехода в загребское «Динамо».
В сезоне 2000/01 играл за другой любительский клуб «Де Трефферс», где и завершил карьеру футболиста. После этого Марино также активно занимался футзалом.

## Тренерская карьера
После завершения игровой карьеры семнадцать лет работал в школе-интернате для молодёжи с проблемами поведения. В 2010 году Пушичу поступило предложение возглавить сборную Нидерландов по футзалу, но принял предложение стать тренером в академии «Витесс/АГОВВ». Впоследствии Пушич был ассистентом тренера в клубах «НАК Бреда», «Интер» (Баку) и «Твенте».
18 октября 2017 года он был назначен исполняющим обязанности главным тренером «Твенте» после ухода Рене Хаке. 29 октября 2017 года новым главным тренером был назначен Гертьян Вербек, а Пушич вернулся к роли ассистента. Когда Вербека уволили 26 марта 2018 года, Пушич снова стал исполняющим обязанности главным тренером. Под его руководством «Твенте» финишировал последним и выбыл из Эредивизии.
Несмотря на неудачу, 16 июня 2018 года было объявлено, что Пушич станет главным тренером клуба на сезон 2018/19, а Гонсало Гарсия Гарсия — его помощником. Под руководством Марино «Твенте» стал чемпионом Эрстедивизи в сезоне 2018/19 и вернулся в Эредивизию. После этого 7 мая 2019 с ним был расторгнут контракт, который действовал ещё на один сезон, хотя Пушич был признан лучшим тренером сезона 2018/19 в Эрстедивизе.
28 мая 2019 было объявлено, что Пушич станет помощником главного тренера Арне Слота в АЗ. В 2021 году Пушич стал ассистентом Слота в «Фейеноорде».

### Работа в «Шахтёре»
В октябре 2023 года стал главный тренером донецкого «Шахтёра», с которым подписал трёхлетнее соглашение. Пушич обеспечил «Шахтёру» чемпионство в сезоне 2023/24, но в следующем сезоне команда показала худший результат за 29 лет, впервые с момента прихода на президентский пост Рината Ахметова опустившись ниже второго места. Помимо этого, под его руководством команда дважды завоёвывала Кубок Украины — в сезонах 2023/24 и 2024/25.
Несмотря на неудачное выступление в сезоне 2024/25, зимой клуб потратил 31 миллион евро на приобретение новых игроков — среди них были Алисон Сантана и Кауан Элиас. Эта сумма превысила совокупные расходы всех остальных команд УПЛ в этот период.
24 мая 2025 года, после ничьей с «Рухом» (1:1) в заключительном туре чемпионата, Пушич был отправлен в отставку.
За время его пребывания на посту главный тренер провёл с командой 71 официальный матч, в которых «Шахтёр» одержал 44 победы, сыграл вничью 13 раз и потерпел 14 поражений, при общей разнице мячей 139-71.

## Достижения

### Тренерские
«Шахтёр»
- Чемпион Украины: 2023/24
- Бронзовый призёр чемпионата Украины: 2024/25
- Обладатель Кубка Украины (2): 2023/24, 2024/25

### Личные
- Лучший тренер чемпионата Украины: 2023/24

## Тренерская статистика
| Твенте (и. о.) | Нидерланды | 18 октября 2017 | 30 октября 2017 | 3   | 2   | 0  | 1  | 066,67 |
| Твенте (и. о.) | Нидерланды | 26 марта 2018   | 30 июня 2018    | 6   | 1   | 2  | 3  | 016,67 |
| Твенте         | Нидерланды | 1 июля 2018     | 6 мая 2019      | 42  | 28  | 5  | 9  | 066,67 |
| Шахтёр         | Украина    | 24 октября 2023 | 24 мая 2025     | 70  | 44  | 12 | 14 | 062,86 |
| Всего          | Всего      | Всего           | Всего           | 173 | 101 | 25 | 47 | 058,38 |